# Historisches Museum & Bachgedenkstätte
Het Historisches Museum & Bachgedenkstätte is een museum in Köthen in de Duitse deelstaat Saksen-Anhalt. Het museum werd in 1912 geopend.
Het museum wijdt zich met permanente tentoonstellingen aan de geschiedenis van Köthen, het werk en leven van Johann Sebastian Bach, de geschiedenis van de Fruchtbringende Gesellschaft, voorheen de grootste spraakacademie van Duitsland, en over homeopathie en de oprichter ervan, Samuel Hahnemann. Daarnaast zijn er doorlopend tijdelijke exposities.
Het museum is gevestigd in de Ludwigsbau van het slot van Köthen. Het historische museum maakt gebruik van de spiegelzaal, de slotkapel, de gang en de apotheekgewelven. De tentoonstellingen over Bach bevinden in de rode en groene kamer. 
Aan de stichting van het museum gaat de oprichting van de vereniging Heimatmuseum für Stadt und Kreis Köthen in 1910 vooraf. De opening vond twee jaar later, in 1912, plaats in de Fohlenstall van het slot. In de loop van de jaren werd het museum verschillende malen binnen het slot verplaatst en bevond het zich ook een tijd in de binnenstad van Köthen. Na de Tweede Wereldoorlog werd het bezit overgedragen aan de stad Köthen en daarna aan de Kreis Köthen. Tot dit moment was er steeds sprake geweest van een streekmuseum. In 2007 werd het profiel echter gewijzigd, waardoor de Bachcollectie eraan toegevoegd werd en de natuurkundige stukken overgedragen werden aan andere instellingen.